# Srediszte (obwód Tyrgowiszte)
Srediszte (bułg. Средище) – nieistniejąca, wyludniała wieś w Bułgarii, w obwodzie Tyrgowiszte, w gminie Omurtag, jej powierzchnia została przyłączona do Ilijna.